# Club Balonmano Zonzamas
Club Balonmano Zonzamas ist der Name eines spanischen Handballvereins, der in San Bartolomé beheimatet ist. Aus Sponsoringgründen tritt der Verein auch unter den Namen Zonzamas Plus Car Lanzarote bzw. CB Zonzamas CICAR Lanzarote an.

## Geschichte
Die erste Frauenmannschaft des Vereins trat in der höchsten spanischen Liga, der División de Honor an, aus der sie nach der Saison 2021/2022 abstieg. Ab der Saison 2022/2023 spielte das Team in der División de Honor Oro an, Spaniens zweiter Liga. Am 23. Spieltag der Zweitligasaison 2024/2025 stand Zonzamas Plus Car Lanzarote als Aufsteiger in die División de Honor der Saison 2025/2026 fest.

## Name
Der Vereinsname Zonzamas verweist auf die nach einem Ureinwohner benannte archäologische Stätte Poblado de Zonzamas. Die Namensbestandteile Plus Car bzw. CICAR im Sponsorennamen stammen von einer ortsansässigen Autovermietung.

## Spielhalle
Der Verein trägt seine Heimspiele im Polideportivo municipal San Bartolomé aus.

## Handball auf Lanzarote
Von der Insel Lanzarote stammen neben dem Verein CB Zonzamas (CB Zonzamas CICAR Lanzarote) auch die Vereine CBm San José Obrero (CICAR Lanzarote Ciudad de Arrecife) und CB Puerto del Carmen (Lanzarote – Puerto del Carmen).